# Dicranota (Rhaphidolabis) yanoana
Dicranota (Rhaphidolabis) yanoana is een tweevleugelige uit de familie Pediciidae. De soort komt voor in het Palearctisch gebied.